# 英雄伝説IV 朱紅い雫
『英雄伝説IV 朱紅い雫』（えいゆうでんせつ4 あかいしずく、 THE LEGEND OF HEROES IV: Gagharv trilogy second "A Tear of Vermillion"）は1996年（平成8年）に発売された日本ファルコムによるコマンド選択型ロールプレイングゲーム。同社のRPGシリーズ《英雄伝説（英伝）シリーズ》の第4作目であり、《英伝シリーズ》第2期となる〈ガガーブトリロジー〉の第2作目。2000年（平成12年）には自社リメイクもされている。
移植作品のタイトルに『英雄伝説ガガーブトリロジー 朱紅い雫』がある。
※ 本稿では自社開発作品のうち、2000年のリメイク以前のPC-9801に対応しているものをPC98版、リメイク以降のWin専用のものWin版と記載する。

## 概要
ガガーブ歴と呼ばれる暦を使う架空の世界において、巨大な大地の裂け目「ガガーブ」の西側にある大陸エル・フィルディンを舞台とし、生き別れた妹のアイメルを探し求めるためにアヴィンが親友のマイルを連れだって旅立ち、その旅の中で神々を巡る争いに巻き込まれていく様を描いた物語。前作『白き魔女』から始まった《英伝》第2期〈ガガーブトリロジー〉の2作目となるが、『白き魔女』の56年前となるガガーブ歴936年を舞台としており、本作が最も早い時代を描いている。
1996年（平成8年）5月24日にPC-9800シリーズ向けにオリジナル版を発売。ファルコム作品としては初めてMIDI音源に対応した。PC9801が発売された1982年（昭和57年）以来、ファルコムは長年に渡りPC9800シリーズ向けゲームの開発を行ってきたが、本作発売の時点ですでにPC98は末期を迎えており、同年発売された『ブランディッシュVT』を最後にファルコムはPC98市場を撤退している。このため本作は《英伝》で最後のPC98作品となっている。
2000年（平成12年）12月7日には自社リメイク版が Microsoft Windows 向けに発売されている。このリメイクはシステムを一新し、ストーリーにも大幅な改変が加わっているためPC98版を「旧」・Win版を「新」と呼び区別されている。このWin版は『英雄伝説V 海の檻歌』よりも後に発売されており、自社開発作品としては最後に発売された〈ガガーブトリロージー〉となっていることから、「最後の英雄伝説（ガガーブトリロジー）」というキャッチコピーが使われた。（Win版は『III』→『V』→『IV』の順で発売）
ライセンス提供の元出の他社の開発により、PlayStation (PS) とPlayStation Portable (PSP) への移植もなされている。また、プロジェクトEGGでも配信されている。

## オリジナルスタッフ
- シナリオ：早川正
- メインプログラム：福谷洋一
- シナリオ・プログラム：小川勝弘、小野聡子、永島純、前田和彦、西藤晋市、松前俊邦
- バトル・プログラム：鈴木規夫
- サウンド・プログラム：網島貴博
- グラフィック：吉永裕昭、山田淳、金井まり子、長友誠一郎、村上星児、下枝孝夫、鈴木秀和、伊藤慎一、岩崎美奈子
- 音楽：Falcom Sound Team J.D.K.（石川三恵子、白川篤史、金田直樹、中島勝、松岡博文、新井智）
- コーディネイト：山崎伸治
- プロデュース：加藤正幸

## 物語
ガガーブ歴936年、アヴィンが親友のマイルを連れだって、8年前に生き別れた妹のアイメルを探し求める旅へと出発する。旅の中でアヴィンは、神々を巡る争いに巻き込まれていくことになる。

## ゲームシステム
※ この項では原則として、オリジナルのPC98版とファルコム自らリメイクしたWin版のシステムについて言及する。他社による移植作品のシステムについては、#機種・パッケージによる違いを参照。
上述の通り、PC98版とWin版とでは大きく仕様が異なる。どちらも、基本的には一般的なコマンド選択型のRPGであり、NPCから話を聞く事により冒険のヒントを得たり、イベントを発生させクリアすることによって物語が進んでいくと言う点は共通している。敵との戦闘によって経験値を取得し、レベルが上がることによってキャラクターが成長していくということも共通しているが成長システムは大きく異なる。

### PC98版
前作とは打って変わり非常に自由度の高いシステムとなっている。クリアには必須ではないオープンシナリオを採用し、パーティーメンバもある程度自由に変更可能となっている。内容は主人公のレベルや、それまでにとった行動によって異なり、プレイするかどうかを自由に選択が可能。初期の街であっても金を貯めることさえできればかなり強力な武器を手に入れることができる。また主人公のアヴィンはオープニングイベントによって使用できる魔法や成長のパターンが変化する。
他のシリーズ作品とは異なり「章」等によるストーリーの区切りは用意されていない。

#### パーティー
パーティーメンバーは最大4人までで、主人公アヴィンともう1人（シナリオに沿って変わる）が固定であり、残り2人は雇うことによって任意に仲間に加える。

#### オープンシナリオ
街にある斡旋所で請け負った仕事をこなすことによって報酬を得るサブイベント。メインシナリオからは独立しており、ゲームクリアには必ずしも行なう必要はない。オープンシナリオの発生にはパーティーメンバー、特定のオープンシナリオのクリア等の条件がある場合がある。このシステムをより発展させた、サブクエストという形で『英雄伝説VI 空の軌跡』に引き継がれている。

#### 成長システム
『ザナドゥ』や『イースV -失われた砂の都ケフィン-』に近いシステムとなっている。経験値とレベルは武術と魔術で独立している。武術・魔術ともに経験値が1000貯まるとレベルが上昇し、レベルが上がると経験値はリセットされる。レベルの上昇に伴い、対応したステータス値が上昇する。経験値は戦闘後ではなく動作完了時に取得できるため、戦闘の途中やフィールド上でレベルが上がる。レベルが一定度に達すると対応するギルドで称号を得られ同時に任意のステータス値を上昇させることができる。
武術レベル
攻撃を当てることによって経験値が入手でき、レベルアップによって攻撃力・防御力・技能力・行動力・最大HPがアップする。ソードギルドで称号を得ると、装備と交換できる勲章を入手できる。
魔術レベル
魔法が効果を発揮した際、もしくは精霊魔法で召喚をした際に経験値が入手でき、レベルアップによって行動力・魔法力・対魔力・精神力・最大MPがアップする。マジックギルドで称号を得ると新しい魔法を覚えられる。なお、ダグラスは魔術レベルがないため、武術レベルの上昇時に魔術レベルに対応するステータスも上昇する。

#### 戦闘
雑魚はマップの切り替わり時にランダムで出現する。タクティカルコンバット形式。ターンが回って来た際にコマンドを選択し、移動・攻撃等を行なう。

#### 魔法
使用できる魔法はキャラクター毎に決まっており、白・黒・精霊の3種類のうちどれか1つを使用できる。この他にキャラ固有の特殊魔法がある。なお、ダグラスは魔法が使えず、アヴィンはオープニングイベントの選択次第で使用できる魔法が変わる。
白魔法
回復主体の魔法。
黒魔法
攻撃主体の魔法。
精霊魔法
自動で行動する精霊を召喚する。一度に呼べる精霊は1人1体。精霊の召喚中に術者も動くことができる。
特殊魔法
戦闘補助の魔法。キャラクター毎にことなり、使用しても魔法の経験値は得られない。

#### セーブ
セーブは宿屋もしくはテント使用時のみに可能。この他に中断機能があり、戦闘中でなければいつでもデータを保存をすることができる。ただし中断で保存したデータはゲームを再開すると自動的に消去され、再び同じデータから再開することはできない。

### Win版
PC98版とは打って変わり、自由度は低くなっている。パーティーのメンバーはシナリオに沿って固定、オープンシナリオは廃止され、メインとなるシナリオに沿った一本道のゲームとなった。なお、オープンシナリオの一部はイベントとしてシナリオの中に組み込まれている。全体として『III』から発展した『V』のシステムをより進化させた物となっており、〈ガガーブシリーズ〉としてある程度の統一性が見られる。
PC98版とは異なり、他の《英伝シリーズ》同様にシナリオに区切りがつけられている。ただし、本作では「章」ではなく「部」によって分けられている。

#### 構成
- プロローグ
- 第一部 王都の冒険者
- 第二部 遠い面影を求めて
- 第三部 絆の行方
- 第四部 朱紅い雫

#### パーティー
パーティーメンバーは最大4人なのはPC98版と同様であるが、メンバーはシナリオに沿って決まっており、プレイヤーの意思で変更することはできない。

#### 成長システム
他の《英伝シリーズ》同様、レベルが1つに統一され、経験値も戦闘勝利後の入手へと変更された。

#### 戦闘
PC98版同様、固定の出現場所でのランダムエンカウントとなっているが、出現するのはマップの切り替わり時ではない。前年に発売された『海の檻歌』のシステムを踏襲しているが、本作では手動での戦闘がデフォルトで『III』・『V』の様な自動戦闘は任意での切替となっている。
アクションタイム・バトル（ATバトル）と名付けられた疑似リアルタイムの戦闘となっている。時間と共に減少していくATゲージがキャラクターに個別にあり、この値が0になった際に選択していた行動を実行する。ATゲージの残量に関わらず、瞬時に行動を起こすATブレイクもあるが、連続で使用することはできず、使用回数も限られている。
攻撃方法には通常攻撃の他、特殊技能と魔法がある。特殊技能はキャラクター固有の技であり、技毎に使用回数が限定されている（回数は宿屋で回復）。魔法については後述。

##### 戦闘コマンド
キャラクターの行動を指定するための物で、キャラクターを選択するとその周りに円状にアイコンが表示される。ATゲージが0になる前にコマンドを選択しておけば、ATが0になったのと同時に行動を実行する。
攻撃
通常の攻撃の他、特殊技能とATブレイクが含まれる。
防御
敵からのダメージを軽減し、回避率も上げる。
黒魔法
黒魔法を使う。
白魔法
白魔法を使う。
精霊魔法
精霊魔法を使う。精霊を召喚中は精霊を戻す。
道具
所持している道具を使う。
自動戦闘
自動戦闘への切替で、自動戦闘中の方針も決定。

#### 魔法
魔法体系は白・黒・精霊・補助の4種類に分類される。覚えられる魔法の種類がキャラクターによって固定されている点はPC98版と同様であるが、一部のキャラクターは複数の種類の魔法を覚えることができる（但し、PC98版とは異なりアヴィンは黒魔法のみへ固定された）。使用にはMPを消費する。魔法には詠唱時間が設定されており、唱え始めると黄色のATゲージが現れ、0になると魔法が発動する。
白魔法
回復主体の魔法。
黒魔法
攻撃主体の魔法。
精霊魔法
自動で行動する精霊を召喚する。一度に呼べる精霊は1人1体。精霊の召喚中に術者は動けず、徐々にMPが減っていく。
補助魔法
敵や味方のステータスに変化を与える魔法。戦闘コマンドでは白・黒のどちらかに割り振られている。

#### セーブ
どこでもセーブ可能になった。

## 世界設定
PC98版とWin版では異なる点も多い。現在の公式設定であることと他の〈ガガーブトリロジー〉との整合性が高いことから、本稿では特に断りがない限りWin版に準拠する。

### 舞台
南北に走る巨大な大地の裂け目「ガガーブ」の西側に位置するエル・フィルディンが舞台。北西を常に濃い霧に覆われている「霧の海」、西から南にかけてを「レギオン山脈」、東側南部を「ガガーブ」北東を全てを飲み込む「混沌の渦」が現れる海によって断絶され、いずれを超える技術もないために外界とは隔絶された世界となっている。中央部には内海が存在し、陸は北東と南西の2カ所にある。国はエル・フィルディン王国1つで、北東側の陸がノトス地方とボレアス地方、内海南西の陸がデュシス地方として3地方に分けられている。

### 信仰
かつて光の神（PC98版では「時限神」）バルドゥスと闇の神オクトゥムが戦った土地であり、「神々の眠る地」とも呼ばれている。バルドゥス信仰が盛んであり、住民の生活に根付いた物となっているが、少数ながらオクトゥムを信仰する人々も存在する。
オクトゥムの使徒
オクトゥムを信仰する人々が結成した結社。その存在は公的には伏せられており、民衆には知られていない。人数は少ないながらも優れた人材は多く、バルドゥス教会と対立しながら歴史の裏で暗躍を続けている。PC98版では邪宗教徒。
バルドゥス
かつてエル・フィルディンで闇の神オクトゥムと戦い、オクトゥムを封じた光の神。しかし表裏一体の半身とも言うべきオクトゥムを封じたことにより、自身の躯も砕けちり、6つの神宝となる。バルドゥス教会によって、バルドゥスを主神としたバルドゥス教が確立され、民衆に深く信仰されている。PC98版では聖なるバルドゥス神であり、信仰する団体は正神殿。
6つの神宝
オクトゥムを封じたさいに砕け散ったバルドゥスの躯。
- 無限なる叡智を秘めた神の頭・カベッサ
- 雄々しき神の右腕・デレブラ
- 大地を耕し、人を育みし神の左腕・イスブラ
- 逞しき神の胴・クエルポ
- 俊敏なる神の右足・デレピエ
- 音立てぬ神の左足・イスピエ

これらの神宝が一振りのレアメタルソードに宿り、古代語で「神々の楽園」を意味する「神剣エリュシオン」が誕生する。これは人がオクトゥムに対抗し得る唯一つの力である。なお、役目を終えた後はミッシェルに託され、「希望を拓くもの」という意味を持つ「エスペランサー」と名付けられた。
オクトゥム
かつてバルドゥスと戦い封じられた闇の神。PC98版では邪なるオクトゥム神。
PC98版においては両者の本質は「単純に対立関係にあるだけの超存在」であり、人類の定義する善悪など当てはめられるようなものではなかったことが様々な形で暗示されている。ラスボス戦BGMの「オクトゥムの願い」というタイトルが示すように、実態としては事前にアヴィンと対話を行った上で闘いに及び、その後は己の死を受け入れた上で神殺しの報いを警告しながら消滅したオクトゥムのほうが、暴走状態でアヴィン達と闘った果てに無言で消滅したバルドゥスよりも遥かに理性を示している。
ドゥルガー
ネフティス、スコティア、イドゥン、ザールの四精霊を統べる精霊神にして、死を司り冥府を護る冥界神。死を司る立場故に己の意志での消滅を除き、他者が滅ぼすことも出来ない。バルドゥスとオクトゥムの戦いではどちらにも与せず中立の立場を守り、両者が相討ちとなった後はバルドゥスの神宝を預かると世界に大地を創り出して人間を含め様々な生命を育んだ。ドゥルガーを信仰する風習は現在のエル・フィルディンではわずかに残るのみである。
PC98版では、アヴィンが神宝を集めた結果、邪神官ボルゲイドとベリアス卿の企てに従いドゥルガーはオクトゥムを復活させるべく冥界への門を開く。一方で、己に立ち向かい一矢なりとも報いたアヴィンに感服し、ドゥルガーはオクトゥムの復活は宇宙全体の流れによるものでありベリアス卿の意志など些末なものに過ぎないこと、そしてオクトゥムやバルドゥスもまた滅ぼすことができる存在であることを教え、オクトゥムへの途では助言の言葉を与え続ける。
オクトゥム、そしてバルドゥスが滅ぼされた後は「導いてくれるものなどはじめから存在しない。この大地は誰のものでもなく、人の道を決めるのは人間自身」と告げ、アヴィンの願いを叶えるべく冥府門を開くと「永き使命は終わった」「人間には願う力があり、それを理解していれば何でも出来る」という言葉を最後に自らもまた四精霊とともに消滅した。

## 登場人物
PC98版とWin版では異なる点も多い。現在の公式設定であることと他の〈ガガーブトリロジー〉との整合性が高いことから、本稿では特に断りがない限りWin版に準拠する。

### 主人公
アヴィン
主人公。17歳の少年。幼少時に両親を亡くし妹アイメルと共に教会で育てられるが、オクトゥムの使徒の襲撃によって生き別れとなり、以降は慈悲の賢者レミュラスに育てられる。レミュラスの死後、アイメルを探す旅にでることを決意する。剣と黒魔法の使い手（PC98版では、オープニングイベントの選択次第で白・黒・精霊のいずれかになる）。

### パーティーキャラクター
マイル
ウルト村出身の少年。18歳。友達が欲しいと願っていた所にアヴィンが現れ、以来友となった大親友。アイメル探しの旅にでるアヴィンを助けるため、共に旅に出る。ブーメランと白魔法の使い手。
ルティス
ヒロイン。オクトゥムの使徒としてアヴィン達の前に現れた16歳の少女。両親との死別・弟との生き別れとその後の貧しい生活の中でバルドゥスを憎み、ベリアス卿の言葉に希望を見出しオクトゥムの使徒となる。しかしアヴィン達とやり合う中でオクトゥムの使徒に疑問を持ち、アヴィンの仲間となる。ナイフの使い手で、最初から白魔法・黒魔法の双方とも使用できる（PC98版では黒魔法のみ）。
ガウェイン
エル・フィルディンの三賢者の一人で力の賢者。バルドゥス教会の顧問を務めている。61歳。オクトゥムの使徒の襲撃からアヴィンとアイメルを守った人物で、アイメルを探すアヴィンに協力する。白魔法とメイスの使い手で、剣聖カストルと唯一互角であった実力者。賢者と呼ばれる前は海の英雄として讃えられていた。
ミルディーヌ・ウリエル・シルヴィアナ・エスメラス（ミューズ）
エル・フィルディン王国の第一王女で、愛称のミューズは本名の頭文字から取ったもの。18歳。とても我が侭な性格で、良く城を抜け出しては家臣に心配をかけている。ただし、王女として国と民を思う気持ちは強い。鞭と火の精霊魔法の使い手。
マーティ
上級官吏試験合格を目指し、生活費のために冒険者として働く24歳の苦学生。魔法大学の卒業者で黒魔法の使い手。後に試験に合格しミューズの副官となるが、人の良い性格故いつも振り回されている。
ダグラス
28歳の剣士。「迅雷のダグラス」と呼ばれる実力冒険者。魔法は使えないが剣聖カストルの一番弟子であり、今際の際に愛剣「雷光剣」を託されるが、自分にはまだ資格がないとして使わずにいる。とても気さくなアヴィン達の兄貴分。
ルキアス
ダグラスと同門の女性剣士。23歳。「サファイア・アイ・ルキアス」と呼ばれ、小説『女剣士サフィー』のモデルとしても有名な冒険者。ダグラスにはわだかまりと敬意を持ち合わせている。居合い抜きの達人で、風の精霊魔法の使い手。
アルチェム
木霊の森に祖父と2人で住む15歳の少女。自然を愛す優しい性格の持ち主で、聖獣ミーファと話すことができる。アヴィンに好意を持つ。白魔法の使い手。
コンロッド
32歳の男爵で、バロア領主を務める。領主として強い責任感を持ち、住民からも信頼されている。戦斧と地の精霊の使い手。
ラエル
魔法大学校の生徒。13歳。幼いながらも自他ともに天才と認める黒魔法の使い手。しかし年相応に精神面は幼く、いたずら等によりエレノアに世話を焼かせている。
エレノア
魔法大学校の女性教師。26歳。水の精霊魔法の使い手で、精霊魔法の研究も行っている。ラエルの保護者の様な存在であり、いつもラエルのいたずらに手を焼いている。
ミッシェル・ド・ラップ・ヘブン
28歳の魔導師。魔導師としてかなりの力量を持ち、魔法によって誰もなし得なかったガガーブ越えを果たし、ティラスイールからやって来た。『III』ではラップじいさんとして、『V』でもミッシェル・ド・ラップ・ヘブンで登場しており、〈ガガーブトリロジー〉全作に登場している人物。
トーマス
ガウェインの部下で、エル・フィルディン最速の船であるプラネトス号を任されている。ポッポと言う伝書鳩を飼っている。ミッシェルと共に『III』『V』でも登場しており、〈ガガーブトリロジー〉全作に登場している人物。

### その他
アイメル
ヒロイン。生き別れたアヴィンの妹。15歳。「ドゥルガーの娘」としてオクトゥムの使徒に狙われる。
シャノン
チブリ村に住む17歳の少女。夢見勝ちで思い込みの激しい性格で、シャムシール団から救出してくれたマイルを「運命の王子様」と信じ込み、アヴィン達の後を追う。
オレシア
ベネキア修道院の院長。カテドラールにおいてアヴィン兄妹を世話していた神官で、アヴィンとはぐれた後もアイメルと共に行動していた。ドミニクとマドラムの友人。
マドラム
ガウェインの弟子だった暗殺者。36歳。ドゥルガーの娘に選ばれた幼馴染みのドミニクを失ったことにより、宗教に疑問を持つ。
ルカ
鉄鋼の街ギアに住む鉱夫の少年。溶鉱炉を守ろうとしてボルゲイドから攻撃を受けるが、間一髪でアヴィンたちに救出される。実は彼こそがルティスの生き別れの弟であった。後に『V』にも登場する。

## 機種・パッケージによる違い

### PC98版
英雄伝説IV 朱紅い雫
1996年5月24日にフロッピーディスクとCD-ROMで発売。全てのオリジナル。
英雄伝説IV 朱紅い雫（PC98CanBe/VALUESTAR専用版）
1996年8月30日にCD-ROMで発売。「98キャンペーン」の一つとして販売された物。CanBe/VALUESTAR以外でも動作可能。
英雄伝説IV 朱紅い雫 スペシャルパッケージ （CD-ROM 1996年12月11日発売）
『白き魔女』等がセットになった「英雄伝説スペシャルBOX '97」も存在。

### Win版
自社リメイクによる新版。
英雄伝説IV 朱紅い雫
2000年12月7日にCD-ROMとDVD-ROMで発売。対応OSはCD版がWindows 95 / 98 / Me、DVD版が Windows 98 / Me。PC98版に大きな改変が加わったWin版のオリジナルパッケージ。初回特典版も存在。
英雄伝説IV 朱紅い雫 （XP対応版）
2003年5月23日にCD-ROMとDVD-ROMで価格を下げて発売。Windows XP に正式対応した物で、対応OSはWindows 95 / 98 / 2000 / Me / XP。
英雄伝説IV 朱紅い雫（新パッケージ版）
2004年10月28日にDVD-ROMのみで発売され、本版以降はCD-ROM版が廃止。対応OSではWin95が非対応となった。DVDケースサイズのスリムなパッケージになった。
英雄伝説IV 朱紅い雫（普及版）
2005年12月23日発売。パッケージの変更。対応OSは変更なし。
英雄伝説IV 朱紅い雫（Vista対応版）
2007年3月29日発売。対応OSに Windows Vista が加わった。

### 移植版
ライセンス提供の元での、日本ファルコム以外の開発による移植版。
PlayStation版
GMF開発・亜土電子工業発売による移植版でPC98版がベースとなっている。システムに大きな変更が加えられている。
PSP版
タイトルは『英雄伝説ガガーブトリロジー 朱紅い雫』。開発はマイクロビジョン、発売はバンダイ。Win版がベースになっている。ファルコムでキャラクターデザインを担当し、既に独立していた岩崎美奈子がイラストを担当。Win以外では唯一、ガガーブ3部作が揃って移植されている。『白き魔女』同様の3D化・戦闘のターン制への変更・ペットの追加と言った変更が加えられている。なお、エクストラシナリオでは『白き魔女』のメンバーとパーティーを組むことができる。
米国版
PSP版は米国においても〈ガガーブ〉3作が揃って発売されており、本作は『The Legend of Heroes : A Tear of Vermillion』のタイトルで発売されている。本作が米国では最初に販売されたため、シリーズナンバーは振られておらず、次いで発売された『白き魔女』が「英雄伝説II」として発売されているため、本作が米国では「英雄伝説I」となっている。

## メディアミックス

### 音楽ソフト
配信列は、iTunes Store での配信を示す。
| レーベル                              | タイトル                                                                              | 品番       | 発売日     | 配信 | 備考                                                    |
| ------------------------------------- | ------------------------------------------------------------------------------------- | ---------- | ---------- | ---- | ------------------------------------------------------- |
| ファルコムレーベル （キングレコード） | FALCOM SPECIAL BOX '96 （[DISC3] FALCOM MUSIC COLLECTION）                            | KICA9026-8 | 1995.12.21 | ●    | 様々な作品の未収録曲・未使用曲集                        |
| ファルコムレーベル （キングレコード） | MUSIC FROM 英雄伝説IV 朱紅い雫                                                        | KICA1181-2 | 1996.06.21 | ●    | オリジナルサウンドトラック                              |
| ファルコムレーベル （キングレコード） | 英雄伝説IV MIDI SPECIAL                                                               | KICA1186-7 | 1996.09.05 | ●    | MIDI音源版サウンドトラック                              |
| ファルコムレーベル （キングレコード） | 英雄伝説IV ELECTRIC ORCHESTRA                                                         | KICA1188   | 1996.09.21 | ●    | エレクトリックオーケストラアレンジ ※1                   |
| ファルコムレーベル （キングレコード） | 英雄伝説 PIANO COLLECTION [CD EXTRA]                                                  | KICA1194   | 1996.12.21 |      | 岸本友彦による《英伝》『I』-『IV』のピアノアレンジ集 ※2 |
| ファルコムレーベル （日本ファルコム） | 交響詩 英雄伝説IV                                                                     | NF02031    | 2000.12.07 |      | Win版初回特典 ※1の復刻版                                |
| ファルコムレーベル （日本ファルコム） | ORIGINAL SOUND TRACK 英雄伝説IV「朱紅い雫」                                           | NW10102380 | 2001.02.10 | ●    | Win版サウンドトラック                                   |
| ファルコムレーベル （日本ファルコム） | 「イース&イースII、朱紅い雫」 未発表曲集 （[DISC2] 英雄伝説IV 「朱紅い雫」 未発表曲） | NW10102400 | 2001.02.10 | ●    | 未収録曲集                                              |
| ファルコムレーベル （日本ファルコム） | 「英雄伝説I〜IV」 PIANO COLLECTION                                                    | NW10102440 | 2001.02.10 | ●    | ※2の復刻版                                              |
| ファルコムレーベル （日本ファルコム） | 交響曲「ガガーブトリロジー」                                                          | NW10102450 | 2001.09.13 | ●    | 〈ガガーブ〉のエレクトリックオーケストラアレンジ        |
| ランティス                            | 英雄伝説ガガーブトリロジー 白き魔女 OPテーマ 時の向こう側                             | LACM-4186  | 2005.03.24 |      | PSP版主題歌                                             |
| ランティス                            | 英雄伝説ガガーブトリロジー ORIGINAL SOUND TRACK 白き魔女・朱紅い雫編                  | LACA-5382  | 2005.05.25 |      | PSP版サウンドトラック                                   |

### ドラマCD
全てキングレコードのファルコムレーベルからの発売。
| タイトル                                            | 品番     | 発売日     | 備考 |
| --------------------------------------------------- | -------- | ---------- | ---- |
| CDドラマ 英雄伝説IV 朱紅い雫                        | KICA1180 | 1996.06.05 |      |
| CDドラマ 英雄伝説IV 朱紅い雫 第1章 / 運命への旅立ち | KICA1190 | 1996.11.01 |      |
| CDドラマ 英雄伝説IV 朱紅い雫 第2章 / 誰がための祈り | KICA1191 | 1996.12.06 |      |
| CDドラマ 英雄伝説IV 朱紅い雫 第3章 / 黄昏の大地     | KICA1192 | 1997.01.01 |      |

#### キャスト
- アヴィン：緑川光
- アイメル：小西寛子
- マイル：石田彰
- シャノン：佐々木庸子
- ルキアス：田中敦子
- ダグラス：森川智之
- アルチェム：川菜翠
- ミューズ：折笠愛
- ミッシェル：松本保典
- ガウェイン：小室正幸

- オレシア：湯屋敦子
- レミュラス：稲葉実
- ディナーケン / エスペリウス：田原アルノ
- クロワール：沢木郁也
- ルティス：平松晶子
- バスター：安井邦彦
- ベリアス：大友龍三郎
- ボルゲイド：星野充昭
- マドラム：小杉十郎太
- ドミニク：くればやしたくみ